# La Ligue des justiciers : Nouvelle Frontière
Cet article concerne le film d'animation. Pour le comics, voir La Nouvelle Frontière.
Pour plus de détails, voir Fiche technique et Distribution.
La Ligue des justiciers : Nouvelle Frontière (Justice League: The New Frontier) est un film d'animation américain réalisé par Dave Bullock, sorti directement en vidéo en 2008, 2e film de la collection DC Universe Animated Original Movies.
Il est adapté du roman graphique La Nouvelle Frontière (DC: The New Frontier) de Darwyn Cooke publié par DC Comics en 2004.

## Synopsis
À la fin des années 1950, le maccarthysme a forcé la plupart des super-héros de la Société de justice d'Amérique à prendre leur retraite. De leur côté, Superman et Wonder Woman travaillent pour le gouvernement alors que Batman continue malgré tout d’œuvrer dans l'illégalité. Mais les temps changent, et tandis que de nouveaux héros sont traqués comme les anciens (Flash, Green Arrow, …) et que d'autres sont encore incertains (Hal Jordan, Martian Manhunter), un danger millénaire menace l'humanité. L'Amérique va devoir faire face à ses démons…

## Fiche technique
- Titre original : Justice League: The New Frontier
- Titre français : La Ligue des justiciers : Nouvelle Frontière
- Réalisation : Dave Bullock
- Scénario : Stan Berkowitz et Darwyn Cooke, d'après les personnages de DC Comics
- Musique : Kevin Manthei
- Direction artistique du doublage original : Andrea Romano
- Son : Timothy J. Borquez, Ed Collins, Thomas Syslo
- Montage : Elen Orson
- Animation : Tae-Hon Han, Youngsoo Kim, Kyoung-Ho Lee, Jong-Sik Nam, Yu-Won Pang, James T. Walker
- Production : Stan Berkowitz, Darwyn Cooke
  - Production déléguée : Bruce Timm, Sander Schwartz
  - Production exécutive : Kimberly Smith
- Sociétés de production : Warner Bros. Animation et DC Comics
- Société de distribution : Warner Premiere
- Pays de production :  États-Unis
- Langue originale : anglais
- Format : Couleur — 35 mm — 1,78:1 — son stéréo
- Genre : animation, super-héros
- Durée : 75 minutes
- Dates de sortie :
  - États-Unis : 26 février 2008
  - France : 21 mars 2015
- Classification : PG-13 (interdit -13 ans) aux États-Unis

 Sauf indication contraire, les informations mentionnées dans cette section peuvent être confirmées par les bases de données cinématographiques IMDb et Allociné,  présentes dans la section « Liens externes ».

## Distribution

### Voix originales
- Kyle MacLachlan : Clark Kent / Superman
- David Boreanaz : Hal Jordan / Green Lantern
- Jeremy Sisto : Batman
- Kyra Sedgwick : Lois Lane
- Miguel Ferrer : J'onn J'onzz / Martian Manhunter
- Neil Patrick Harris : Barry Allen / Flash
- John Heard : Ace Morgan
- Shane Haboucha : Robin
- Lucy Lawless : Wonder Woman
- Brooke Shields : Carol Ferris (en)
- Lex Lang : Rick Flagg (en)
- Phil Morris : King Faraday (en)
- Joe Alaskey : Bugs Bunny
- Corey Burton : Abin Sur, Ray Palmer
- Townsend Coleman : Dr Will Magnus (en)
- Keith David : Le Centre
- Sean Donnellan : Haley
- Robin Atkin Downes : Gardiens de l'univers (en)
- David Hunt : Harry
- Vicki Lewis : Iris West
- Joe Mantegna : Buddy Blake
- Vanessa Marshall : Une Amazone
- Jim Meskimen : Slam Bradley (en)
- James Arnold Taylor : Captain Cold
- Alan Ritchson : Aquaman
- Jeff Bennett : Le commentateur sportif

### Voix françaises
- Emmanuel Jacomy : Clark Kent / Superman
- Pierre Tessier : Hal Jordan / Green Lantern
- Adrien Antoine : Batman
- Véronique Augereau : Lois Lane
- Philippe Peythieu : J'onn J'onzz / Martian Manhunter
- Christophe Lemoine : Barry Allen / Flash
- Jérôme Pauwels : Ace Morgan
- Alexis Tomassian : Robin
- Delphine Braillon : Wonder Woman
- Céline Melloul : Carol Ferris
- Nicolas Marié : Rick Flagg, Dr Magnus
- Michel Vigné : King Faraday, Captain Cold, Aquaman
- Marc Perez : Abin Sur, Haley, Gardiens de l'univers, Harry
- Bernard Lanneau : Le Centre, Le commentateur sportif
- Véronique Soufflet : Iris West, Une Amazone
- Vincent Ropion : 	Buddy Blake, Slam Bradley, Ray Palmer

Société de doublage VF : Dubbing Brothers, adaptation VF : Michel Berdah, direction artistique VF : Céline Krief
 Source : voix originales et françaises sur Latourdesheros.com.

## Distinctions

### Nominations
- Emmy Awards 2008 : Meilleur programme long d'animation
- Annie Awards 2009 : Meilleur production vidéo d'animation
- Motion Picture Sound Editors Awards 2009 : Meilleur montage son pour un vidéofilm

## Autour du film
- L'extraterrestre Abin Sur confie l'anneau Green Lantern à Hal Jordan.
- Le film fut diffusé en avant première le 18 octobre 2008 sur Cartoon Network.
- Le discours prononcé à la fin qui donne son nom à la bande dessinée et au film est celui de John Fitzgerald Kennedy, alors sénateur, à l'occasion de l'investiture à la Convention du parti démocrate. La « Nouvelle Frontière » mentionnée est celle de l'espace.
- La bande originale de Justice League: The New Frontier composée par Kevin Manthei est sorti chez La-La Land Records en 2008.